# 中山雅文
中山 雅文（なかやま まさふみ、1975年 - ）は、日本の写真家。東京都出身。

## 経歴
高校卒業後、23歳まで海外生活を経験する。2000年まで日本の出版社で勤務。その後、カメラマンの撮影アシスタントを経てから、写真家として独立。（株）中山雅文写真事務所を設立し、グラビア、タレント写真集、広告などの仕事を請け負っている。
カメラマンとして代表作に、小芝風花・写真集『F』（2019年 / ワニブックス） 、矢作穂香1st写真集『I’m just me』（2019年 / ワニブックス）。また、『杉本有美ファースト写真集』2008年、大島優子『優子のありえない日常』2009年、前田敦子『ATSUKO』2010年、吉木りさ『Ｈｅａｖｅｎ』2011年、島崎遥香『ぱるる、困る。』2013年などがある。杉本有美については2007年グラビア・ブレイク前から撮り続けており、デビュー10周年記念の写真集にも携わった。
週刊誌では『週刊プレイボーイ』、『週刊少年マガジン』、『週刊ヤングマガジン』、『ビッグコミックスピリッツ』、『SPA! グラビアン魂』、『週刊文春（原色美女図鑑）』の他、『ヤングアニマル』などで女性グラビアを撮影している。

### 略歴
- 2001年、くぼたあきひとに師事
- 2003年、フリーカメラマンとして活動[1]

## 主な作品
- 2008年 - 杉本有美 ファースト写真集（集英社） ISBN 9784089070192
- 2008年 - 沢井美優 写真集 PRESENT-プレゾン- ISBN 9784777109425
- 2008年 - アイドリング!!! アイドリング!!! In 石垣島（スクウェア・エニックス） ISBN 9784757524385
- 2009年 - 青島あきな写真集 「青島スパーク!」（アクアハウス） ISBN 9784860461195
- 2009年 - 池田夏希 写真集（学習研究社） ISBN 9784054039889
- 2009年 - 松本アキ ファースト写真集（ワニブックス） ISBN 9784847041587
- 2009年 - 大島優子 写真集『優子のありえない日常』（ワニブックス） ISBN 9784847042089
- 2010年 - 前田敦子 写真集『ATSUKO』（集英社） ISBN 9784087805567
- 2010年 - 辰巳奈都子 写真集（ワニブックス） ISBN 9784847042409
- 2011年 - 吉木りさ 写真集『Heaven』（集英社） ISBN 9784087806120
- 2011年 - 杉本有美ムック写真集DECADE ISBN 978-4056064230
- 2012年 - とっきー ファースト写真集 『Marshmallow 20』  ISBN 9784847044403
- 2013年 - 石田亜佑美 モーニング娘。石田亜佑美ファースト写真集『石田亜佑美』（ワニブックス）ISBN 9784847045622
- 2013年 - 譜久村聖 モーニング娘。譜久村聖 ファースト写真集 「MIZUKI」（ワニブックス）ISBN 	9784847045509
- 2013年 - 三森すずこ ファースト写真集『みもりんっ』（ポニーキャニオン）ISBN 9784901637954
- 2013年 - 島崎遥香 ファースト写真集 『ぱるる、困る』（集英社） ISBN 9784087806885
- 2013年 - 麻倉みな ファースト写真集（イーネット・フロンティア） ISBN 9784862058867
- 2014年 - 脊山麻理子 ファースト写真集『SEYAMA』（集英社）ISBN 9784087807219
- 2014年 - 工藤遥 写真集『あした天気になーれ！』（ワニブックス）ISBN 9784847046865
- 2014年 - 吉木りさ 写真集『RISA～Te amo～』（ワニブックス） ISBN 9784847046674
- 2014年 - 内田真礼 ファースト写真集『まあや』（ぽにきゃんBOOKS）ISBN 9784865291148
- 2015年 - 高橋優里花 ファースト写真集『Make＋Me=Happy』（ワニブックス）ISBN 9784847049224
- 2015年 - 吉木りさ 写真集『OKOLE』（ワニブックス） ISBN 9784847048074
- 2017年 - 塩地美澄 写真集『すきだらけ』（ワニブックス） ISBN 9784847049088
- 2017年 - 阿部桃子 ファースト写真集『20'omegaω』（ワニブックス） ISBN 9784847049149
- 2017年 - 船木結 ファースト写真集 『結 MUSUBU』（ワニブックス） ISBN 9784847049354
- 2019年 - 小芝風花 2nd写真集『F』[4]（ワニブックス）ISBN 9784847081828
- 2019年 - 矢作穂香  ファースト写真集『矢作穂香 I’m just me』（ワニブックス） ISBN 9784847082368
- 2019年 - 平塚日菜  ファースト写真集 『HINA』（ワニブックス） ISBN 9784847082351
- 2019年 - 譜久村聖  (モーニング娘。'19) 写真集『多謝！』（ワニブックス） ISBN 9784847082597
- 2019年 - 上西恵  写真集『 KEI 』（ワニブックス） ISBN 9784847082412
- 2021年 - 虹のコンキスタドール  虹のコンキスタドール7周年記念ＢＯＯＫ『ずっと虹コンで恋してる』（光文社） ISBN 9784334902742
- 2020年 - 小芝風花  【デジタル限定】写真集『F ～another edition～』（ワニブックス）
- 2022年 - 森日菜美   1st写真集『もりだくさん。』（講談社） ISBN 9784065267554
- 2022年 - 伊原六花   写真集 『R22』（ワニブックス） ISBN 9784847084164

## グラビア掲載例
- 週刊文春 2014年1/16日号 栗山千明
- 週刊少年マガジン 2014/1/8号 足立梨花
- ビッグコミックスピリッツ2014年1/6-8号 松井珠理奈
- 週刊ヤングマガジン 2014年1/1号 トリンドル玲奈
- 週刊SPA! 2013年10/1号 藤森望[5]
- FLASH 2013年8/20-27合併号 剛力彩芽
- 週刊SPA! 2013年2/5・12号 秋山莉奈[6]
- 週刊SPA! 2012年7/24・31合併号 高嶋香帆[7]
- 週刊SPA! 2011年 11/15号 日向泉[8]
- CIRCUS MAX 2011年 12月号 グラビア 杉本有美は、同年発売のムック写真集「杉本有美 DECADE」に類似カットが収録されている。